# إدوارد كينت
إدوارد كينت (بالإنجليزية: Edward Kent) هو قاضي ومحامي وسياسي أمريكي، ولد في 8 يناير 1802 في كونكورد في الولايات المتحدة، وتوفي في 19 مايو 1877 في بانجور في الولايات المتحدة بسبب قصور القلب. حزبياً، نشط في حزب اليمين. وقد انتخب عضو مجلس ولاية مين (1831 – 1833) وانتخب حاكم مين ‏ (19 يناير 1838 – 2 يناير 1839) وانتخب حاكم مين ‏ (13 يناير 1841 – 5 يناير 1842).